# La Pinosa
Les Mines o Meners de la Pinosa és una antiga explotació minera de la comuna de Vallmanya, de la comarca del Conflent, a la Catalunya del Nord.
Pertanyien a un conjunt de mines de ferro, juntament amb les de Vallestàvia, els Meners de les Índies i les de Vetera. Són en el vessant occidental del puig de l'Estella a una altitud de 1.358,8 metres, en el massís del Canigó. Els seus edificis annexos són en ruïnes; la darrera ocupació fou a principis dels anys 40 del segle xx, quan s'hi refugià un grup de guerrillers procedents del sud dels Pirineus, que van col·laborar amb la Resistència francesa i protagonitzaren la Massacre de Vallmanya, on van morir almenys dos d'ells.
En l'actualitat les mines de la Pinosa estan incloses en la Ruta del ferro del Canigó, organitzada i patrocinada pel MNACTEC.

## Història
Les mines havien estat explotades ja pels romans, i més endavant ho foren pels governs català i francès de forma esporàdica, fins que al segle xvi se'n reglamentaren concessions en parcel·les d'entre 5 i 57 hectàrees. La principal explotació es produí al llarg del segle xix, mentre que en el segle xx va anar davallant, fins que la mina es tancà definitivament el 1931.

## L'explotació
A començaments del segle xx, els germans Valentin, dos industrials alsacians, van modernitzar l'explotació per tal de fer-la rendible. Van construir una microcentral hidroelèctrica més avall, a la Ribera de la Rabassa, amb la finalitat d'alimentar d'electricitat la mina. Fou construït tot un poble a 1400 m alt, amb cantina, un dormitori, una fleca, una bòbila, una fusteria i una farga. L'extracció del mineral es feia a cel obert o per un conjunt de galeries situades fins a 170 m sota terra. Tanmateix, aquestes instal·lacions amb prou feines estigueren trenta anys actives.
El mineral n'era evacuat per cable aeri cap a l'estació de Repalona, situada en el camí actual d'accés des del Coll de Palomera, a la carretera D13, des d'on es traslladava per tren fins a l'estació de Formentera, situada damunt del vilatge de Montboló, en el costat meridional del Massís del Canigó. Finalment, el mineral extret era baixat mitjançant un cable aeri al Carreau de la mine, a Arles.
En el moment més fort de la producció hi estava empleat un centenar de minaires i de manobres, als quals cal afegir tots els treballadors dels mitjans de transport. La producció va arribar a ser de 40.000 tones de mineral anuals, cosa que va fer augmentar la població del vilatge de Vallmanya. Durant la Primera Guerra Mundial, els habitants minaires, mobilitzats al front de guerra, foren reemplaçats per minaires d'origen cabilenc o txecs. Amb el tancament, el 1931, Vallmanya va veure partir cap a d'altres destins una gran part de la població.

## Mineralogia
A les mines de la Pinosa s'han descrit bàsicament sis espècies minerals diferents: aragonita, calcita, goetita, hematites, limonita i siderita. Es tracta de roques sedimentàries de l'Ordovicià - Cambrià, del Paleozoic (443,8 - 541 abans de la nostra era).